# Manon Verbeeck
Manon Verbeeck (26 januari 1988) is een Vlaamse actrice. Ze debuteerde in de hoofdrol van de Vlaamse speelfilm Vanitas als 'Sarah Grégoire'. Voor die rol won Verbeeck "Best Actress" op het Independent Film Festival in Zwitserland.
Verbeeck studeerde o.a. kunstwetenschappen en archeologie en zang in de Jazzstudio te Antwerpen.